# Вовк, Вера
Вера Вовк (укр. Віра Вовк, урождённая Вера Остаповна Селянская (Ві́ра Остапівна Селя́нська); 2 января 1926, Борислав, Львовское воеводство — 16 июля 2022, Рио-де-Жанейро) -  украинская писательница, литературовед, прозаик, драматург и переводчик.

## Биография
Родилась 2 января 1926 года в Бориславе Львовского воеводства Польской Республики (ныне Львовская область Украины) в семье врача и археолога. Выросла на Гуцульщине в городке Куты. Училась в гимназии во Львове, затем — в женской средней школе имени Клары Шуманн в Дрездене. Во время одной из бомбардировок Дрездена погиб её отец.
В эмиграции — с 1945 года (сначала — в Германии, затем — в Бразилии). Изучала германистику, славистику, музыку в Тюбингенском университете. С 1949 года вместе с матерью переехала в Рио-де-Жанейро, где окончила университет, стажировалась также в Колумбийском (Нью-Йорк) и Мюнхенском университете, где изучала сравнительное литературоведение. Получила степень доктора философии. Профессор немецкой литературы в Федеральном университете Рио-де-Жанейро. С 1957 года — заведующая кафедрой германистики этого университета.
В 1965 году Вовк посетила советскую Украину, а затем «совершила поездку по США и Канаде, где выступала в клубах националистов, в университетах». Встретили её плохо. В Торонто Вовк пытались стащить с трибуны с криками, угрожали ей. Вовк обвиняли в том, что она «пошла на службу к коммунистам».
Писала на украинском, немецком и португальском языках. Проза: «Ранние рассказы» (1943−1954), «Легенды» (1958), «Сказки» (1956), «Духи и дервиши» (1956), «Рассказы для детей» (1960−1962), «Витражи» (1961), «Святая роща» (1983), «Карнавал» (1986), «Старые барышни» (1995), «Калейдоскоп» (1979—2001). Активно пропагандировала украинскую культуру и язык. Выступала с литературными докладами, лекциями и авторскими вечерами в Нью-Йорке, Вашингтоне, Лондоне, Париже, Риме, Мадриде, Киеве и многих других городах.
Вовк умерла 16 июля 2022 года в Рио-де-Жанейро, Бразилия, в возрасте 96 лет.

## Награды и премии
- Национальная премия Украины имени Тараса Шевченко (2008) — за книги «Стихотворения» (2000), «Проза» (2001), «Воспоминания» (2003), «Седьмая печать» (2005), «Ромен-зелье» (2007) и переводы произведений украинской литературы на португальский язык
- премия имени И. Я. Франко (1957, 1979, 1982; Чикаго; 1990, Киев)
- премия Благовест (2000)
- премия имени Ивана Кошеливца (2012)
- орден княгини Ольги III степени (2003)
- премия «Глодоское сокровище» (2013; вместе с Лидой Палий)